# Gare d’Albigny - Neuville
Gare d’Albigny - Neuville vasútállomás Franciaországban, Albigny-sur-Saône településen.

## Vasútvonalak
Az állomást az alábbi vasútvonalak érintik:
- Párizs–Marseille-vasútvonal

## Kapcsolódó állomások
A vasútállomáshoz az alábbi állomások vannak a legközelebb:
- Gare de Saint-Germain-au-Mont-d’Or
- Gare de Couzon-au-Mont-d’Or